# Разномойка (Куюргазинський район)
Разномо́йка (рос. Разномойка, башк. Разномойка) — хутір у складі Куюргазинського району Башкортостану, Росія. Входить до складу Якшимбетовської сільської ради.
Населення — 13 осіб (2010; 23 в 2002).
Національний склад:
- росіяни — 87%